# Fricativa alveolar central y lateral sorda
La fricativa alveolar central y lateral sorda (también conocida como fricativa "ceceo") es un sonido consonántico. Esta consonante se pronuncia con flujo de aire lateral y central simultáneos.

## Características
- Su modo de articulación es fricativa, lo que significa que se produce al restringir el flujo de aire a través de un canal estrecho en el lugar de articulación, provocando turbulencias. Sin embargo, no tiene la lengua acanalada ni el flujo de aire dirigido, ni las altas frecuencias de una sibilante.
- Su punto de articulación es alveolar, lo que significa que se articula con la punta o la lámina de la lengua en la cresta alveolar, denominada respectivamente apical y laminal.
- Su fonación es sorda, lo que significa que se produce sin vibraciones de las cuerdas vocales.
- Es una consonante oral, lo que significa que el aire puede escapar únicamente por la boca.
- Es una consonante central, lo que significa que se produce dirigiendo la corriente de aire a lo largo del centro de la lengua, en lugar de hacia los lados. [aclaración requerida]
- Es una consonante lateral, lo que significa que se produce dirigiendo la corriente de aire hacia los lados de la lengua, en lugar de hacia el centro. [aclaración requerida]
- El mecanismo de la corriente de aire es pulmonar, lo que significa que se articula empujando el aire únicamente con los músculos intercostales y el diafragma, como en la mayoría de los sonidos.

## Ocurre en
| Idioma | Idioma     | Palabra | AFI      | Significado | Notas |
| ------ | ---------- | ------- | -------- | ----------- | ----- |
| Árabe  | Al-Rubu'ah |         | [θˡˤaim] | 'dolor'     |       |
| Árabe  | Al-Rubu'ah | ظامئ    | [ʪæːmiː] | 'sediento'  |       |